# Bleeknekstruikgors
De bleeknekstruikgors (Atlapetes pallidinucha) is een zangvogel uit de familie Passerellidae (Amerikaanse gorzen).

## Verspreiding en leefgebied
Deze soort telt 2 ondersoorten:
- A. p. pallidinucha: noordoostelijk Colombia en noordwestelijk Venezuela.
- A. p. papallactae: van centraal Colombia tot Ecuador en noordelijk Peru.